# شیرپور گولد
شیرپور گولد (انگلیسی: Shirpur Gold) شرکت فلزات هندی است، که در سال ۲۰۰۱ تأسیس شد. 